# Inkhundla Ntondozi
L'Inkhundla Ntondozi è uno dei sedici tinkhundla del distretto di Manzini, nell'eSwatini.

## Geografia antropica

### Suddivisioni amministrative
L'Inkhundla è suddiviso nei 6 seguenti imiphakatsi: Egebeni, Empini, Endlini Lembi, Kandinda, Ncabaneni, Ntondozi.